# 加藤善行
加藤 善行（かとう ぜんこう、1947年6月19日 - ）は、元競輪選手。富士大学自転車競技部監督。岩手県出身。日本競輪学校第29期生。

## 来歴
岩手県立紫波高等学校、日本大学を卒業後、社会科の教諭を経て、1971年に第29期生として日本競輪学校に入学。同期には、デビュー戦以降21連勝を達成することになる同郷の阿部良二、トヨタ自動車のサラリーマンから転身した久保千代志、天野康博らがいた。デビュー戦は1972年4月9日の取手競輪場（1着）。
1973年には、日本のプロ自転車選手として初めて、プロロードレースの世界選手権に出場。バルセロナ
同年、第20回全日本プロ選手権自転車競技大会の５km個人パーシュートにおいて初出場、日本新記録で優勝。相手は、高原栄伍選手、サンセバッシャンの２箇所に出場
一方、競輪においても1975年の3月には第28回日本選手権競輪で初めて決勝に進出（6着）すると、同年9月に前橋競輪場で初めて特別競輪が開催された第18回オールスター競輪において、当時、地元・群馬の2強であった福島正幸と稲村雅士を撃破し優勝。同期の中で最初に特別競輪（現在のGI）を制覇した。
長い間活躍を続けていたが、2002年7月31日に選手登録削除。通算勝利数345。